# John Quara
John Quara (* 24. Juni 1924 als John Quartarola in New York City; † 6. Februar 2024 in New Rochelle, New York) war ein US-amerikanischer Jazz-Gitarrist.

## Leben und Wirken
Quara, der albanische Wurzeln hatte, wuchs in der Bronx auf und begann mit sechs Jahren Gitarre zu spielen. Als er zehn Jahre alt war, traten er und sein Bruder Gene bei der Major Bowes Original Amateur Hour auf, einem landesweit ausgestrahlten Rundfunkprogramm. Seine Zeit als Wehrpflichtiger verbrachte er ab September 1945 im Shep Fields Orchestra, das eine USO-Tournee durch Europa unternahm. Ab 1947 hatte er mehrere Jahre Unterricht bei Lennie Tristano und Billy Bauer. Im selben Jahr arbeitete er zudem in Las Vegas. Als Mitglied des Sextetts von Shep Fields trat er im Chesterfield Supper Club von Perry Como auf. Er spielte auch 1951 in Las Vegas bei Deems Stando, wo er für Joe Pass übernahm. Des Weiteren wirkte er auf zwei Alben von Hugo Montenegro mit, Loves of My Life und Ellington Fantasy.
Quara war auch auf Tito Puentes Album Mucho Puente (RCA) beteiligt. In seiner Karriere spielte er auch mit Al Caiola, George Barnes und Johnny Smith. Zu hören ist er außerdem auf einer LP der Band Dixie Double-Cats (Is It True What They Say About Dixie?, 1961), zu der Phil Bodner, Deane Kincaide, Marty Napoleon, Sandy Block und Cliff Leeman gehörten.
In späteren Jahren arbeitete Quara als Musikpädagoge, trat aber gelegentlich auch auf. 2018 trat er mit seinem Trio (mit Tardo Hammer und Murray Wall) im Smalls Jazz Club auf; noch im Dezember 2023 konzertierte er ebenfalls in Manhattan. Er starb im Februar 2024 im Alter von 99 Jahren in New Rochelle.